# Шкрібляк Дмитро Федорович
Дмитро́ Фе́дорович Шкрібля́к (Токаруків; 20 жовтня 1925, Яворів — 14 квітня 2008) — український майстер художнього різьблення та інкрустації на дереві; член Спілки радянських художників України з 1976 року. Лауреат премії імені Катерини Білокур за 1995 рік; заслужений майстер народної творчості України з 2003 року.

## З життєпису
Народився 20 жовтня 1925 в селі Яворові (нині Косівський район Івано-Франківської області, Україна). Син різьбяра Федора Шкрібляка. Різьби навчався у свого батька.
Працював вдома, займався столяркою, виконував приватні замовлення. Мешкав у рідному селі на присілку Максимець. Помер 14 квітня 2008 року.

## Творчість
Працював у галузі різьблення по дереву в техніці «сухої» плоскої різьби, глибокої різьби, випалювання, інкрустації, інтарсії. Виготовляв тарілки, касетки, цукорниці, боклажки, сільнички, скриньки, рахви, туалетні приладдя, вази, мисочки, кубки, альбоми, рами, кушки, кісся, декоративні щітки; палиці, топірці; столи, полиці; хрести, свічники-трійці, патериці. Іноді вироби інкрустував рогом, металом, бісером.
Брав участь у виставках з 1965 року, де неодноразово отримував нагороди та відзнаки.
Окремі твори майстра зберігаються в Національному музеї українського народного декоративного мистецтва в Києві, у Національному музеї народного мистецтва Гуцульщини та Покуття імені Йосафата Кобринського у Коломиї (100 робіт).

## У мистецтві
Живописний портрет майстра у 1979 році написав художник Петро Сахро.